# Arkàtovo (Bélgorod)
|  | Per a altres significats, vegeu «Arkàtovo». |

Arkàtovo - Аркатово (rus) - és un poble de l'óblast de Bélgorod, a Rússia. El 2010 tenia 142 habitants. Pertany al districte (raion) de Valuiki.